# Галушки
Галушки́ — страва з вареного тіста у вигляді квадратиків або кульок. На відміну від вареників не мають начинки. Готують як окрему страву або варять суп з галушками. Галушки — національна для українців страва, їх готували майже щодня, здебільшого на вечерю. Ця страва була легкою у виконанні та надзвичайно поживною. Галушки поряд із борщем є певною мірою символом української національної кухні.
Також популярні в Чехії, Словаччині, Польщі, Угорщині та Румунії. Під іншими назвами відомі в Литві та Німеччині. Бринзові галушки є національною стравою Словаччини.
У Галичині поширеніші палюшки або пальчики — картопляні галушки, одна з найпопулярніших галицьких страв і сьогодні. Це — ті ж галушки, в які входить варена картопля або домашній сир.

## Етимологія
Походження слова «галушка» пов'язане зі словом «галка» («кулька», «грудка»): пор. галочка («дрібна грудочка з волокон на тканині»), пол. gałka («кулька»), чеськ. halka («хворобливий наріст на рослинах»), словен. galka («чорнильний горішок»). До слов'янських мов це слово потрапило через посередництво сер.-нім. galle, gealla від лат. galla — «наріст». Первісним значенням слова «гала» у цьому випадку мало бути «наріст на рослинах», «гал». Інша версія — питомо слов'янського походження: порівнюється зі словом «галька» («камінці»), рос. голыш («округлий гладкий камінь»), або вважається похідним від здогадного прасл. *galiti («кидати»).

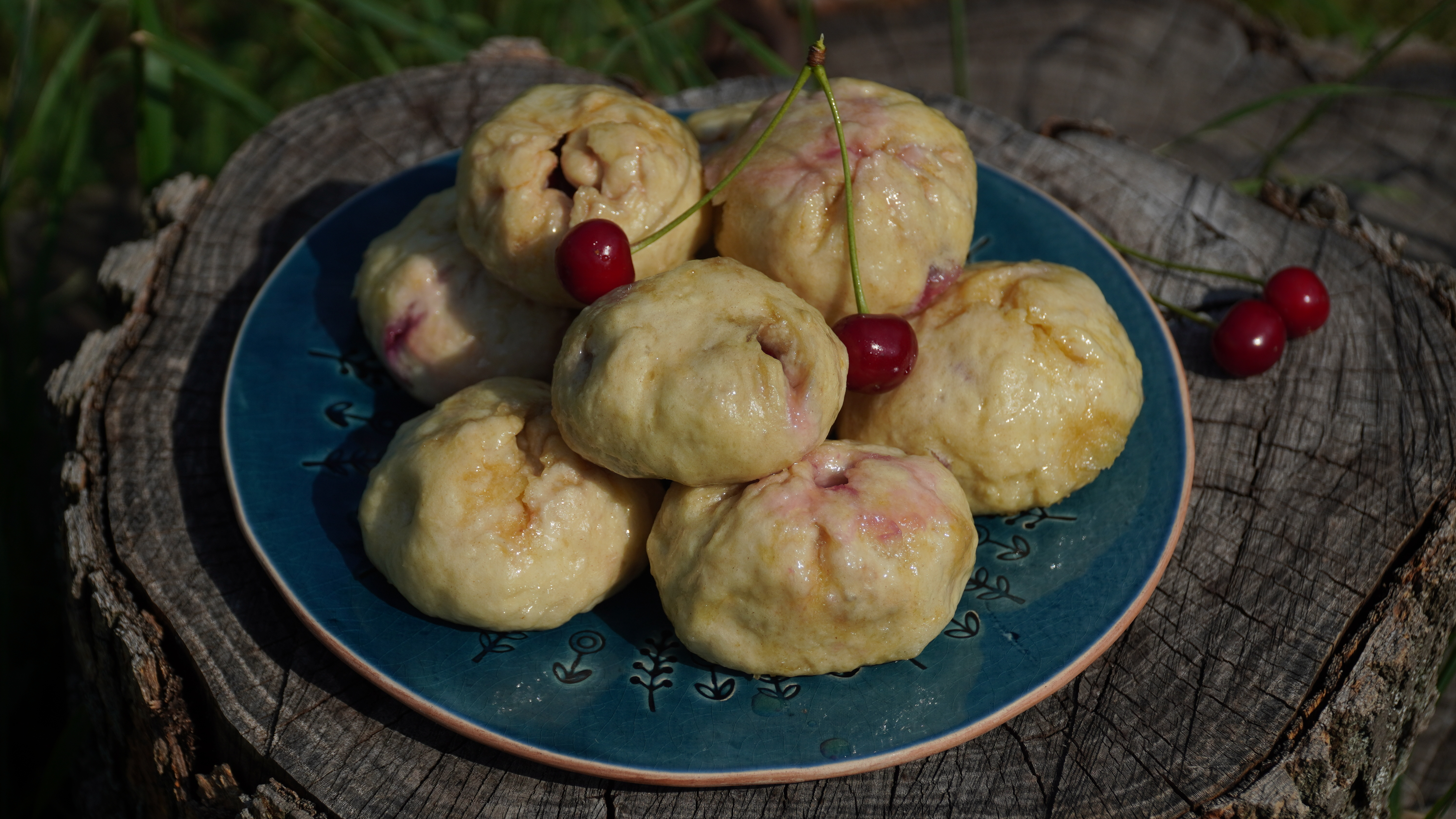
Галушки з вишнями

## Рецепт
Галушки готують по-різному: з борошна (звичайно з пшеничного або з гречаного чи їхніх сумішей), а також з манних круп, з поєднань борошна з картоплею, домашнім сиром; води, солі, цукру, сирих яєць.
Для галушок тісто розкачують завтовшки 1,5 см і нарізують в формі квадратів. Сформовані галушки кидають у підсолений окріп (або в бульйон чи молоко) і варять до готовності, тобто доти, поки галушки спливуть на поверхню. Тоді виймають їх шумівкою і перекладають у друшляк для стікання води. Зварені галушки кладуть у миску, поливають розтопленим вершковим маслом (шкварками, підсмаженою на олії цибулею тощо) і, струшуючи, перемішують.
Перед тим як подати до столу, галушки можна покласти на сковорідку з розігрітим маслом і трохи обсмажити. Можна окремо подати сметану.
Галушки можна також додавати до борщу.

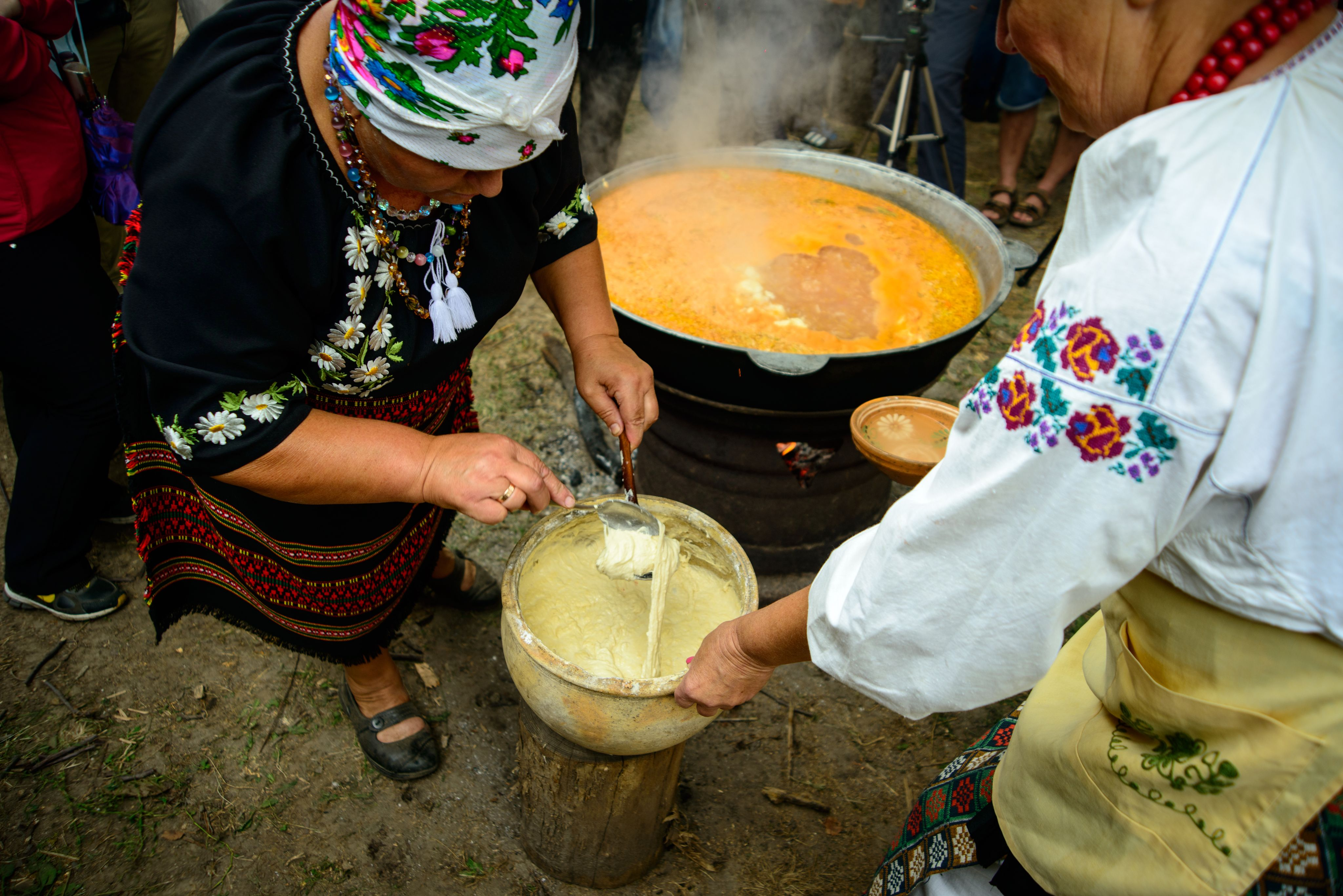
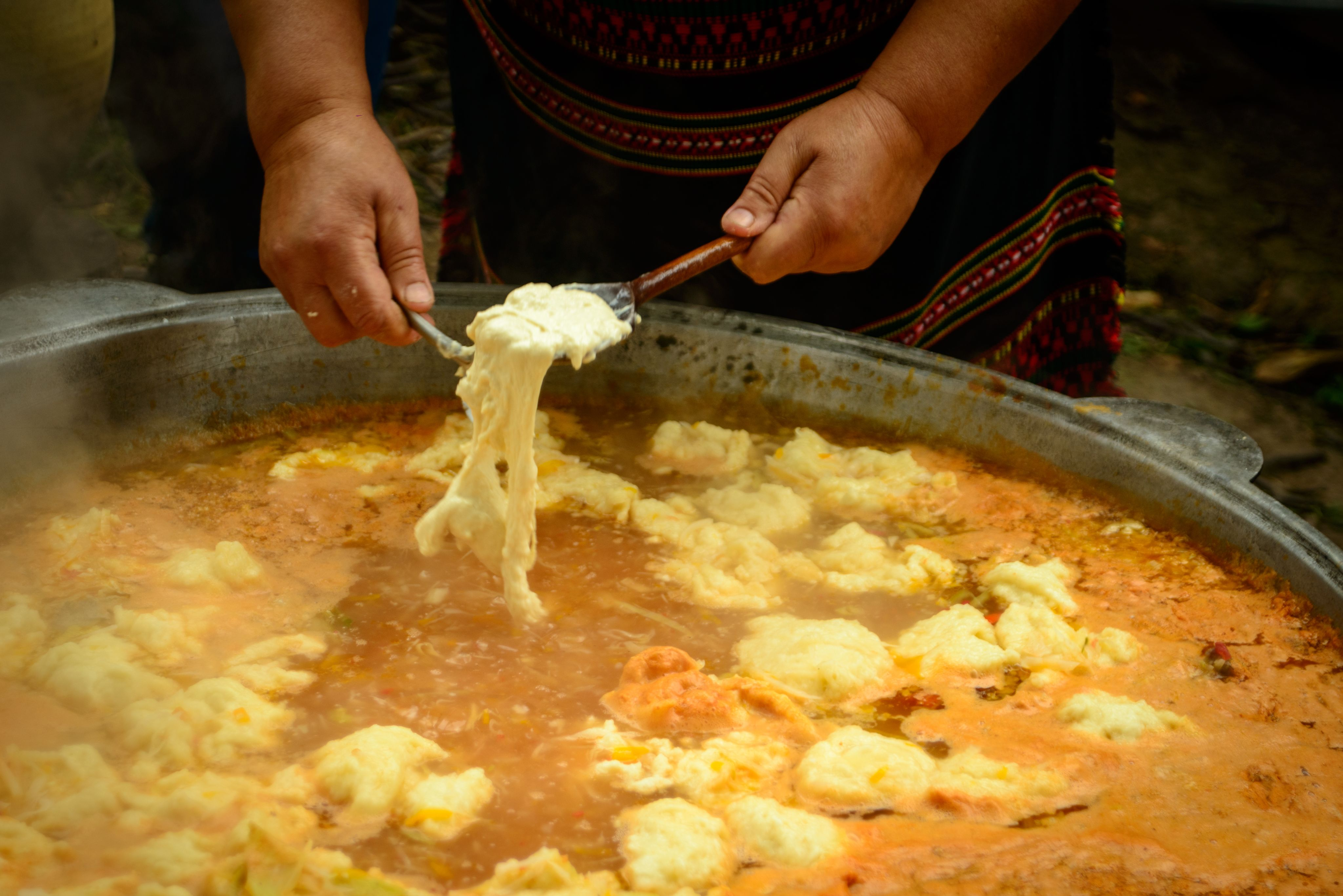
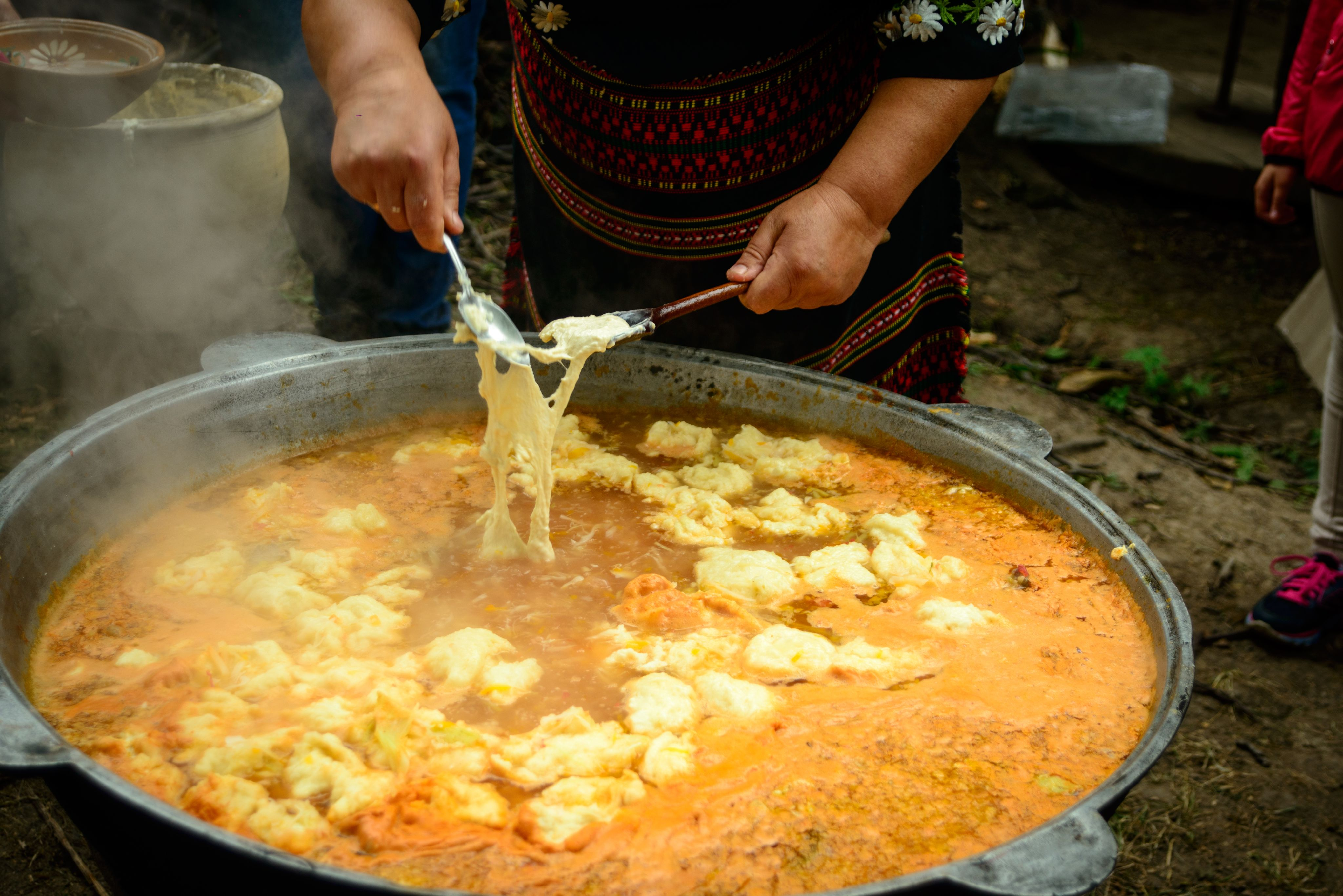
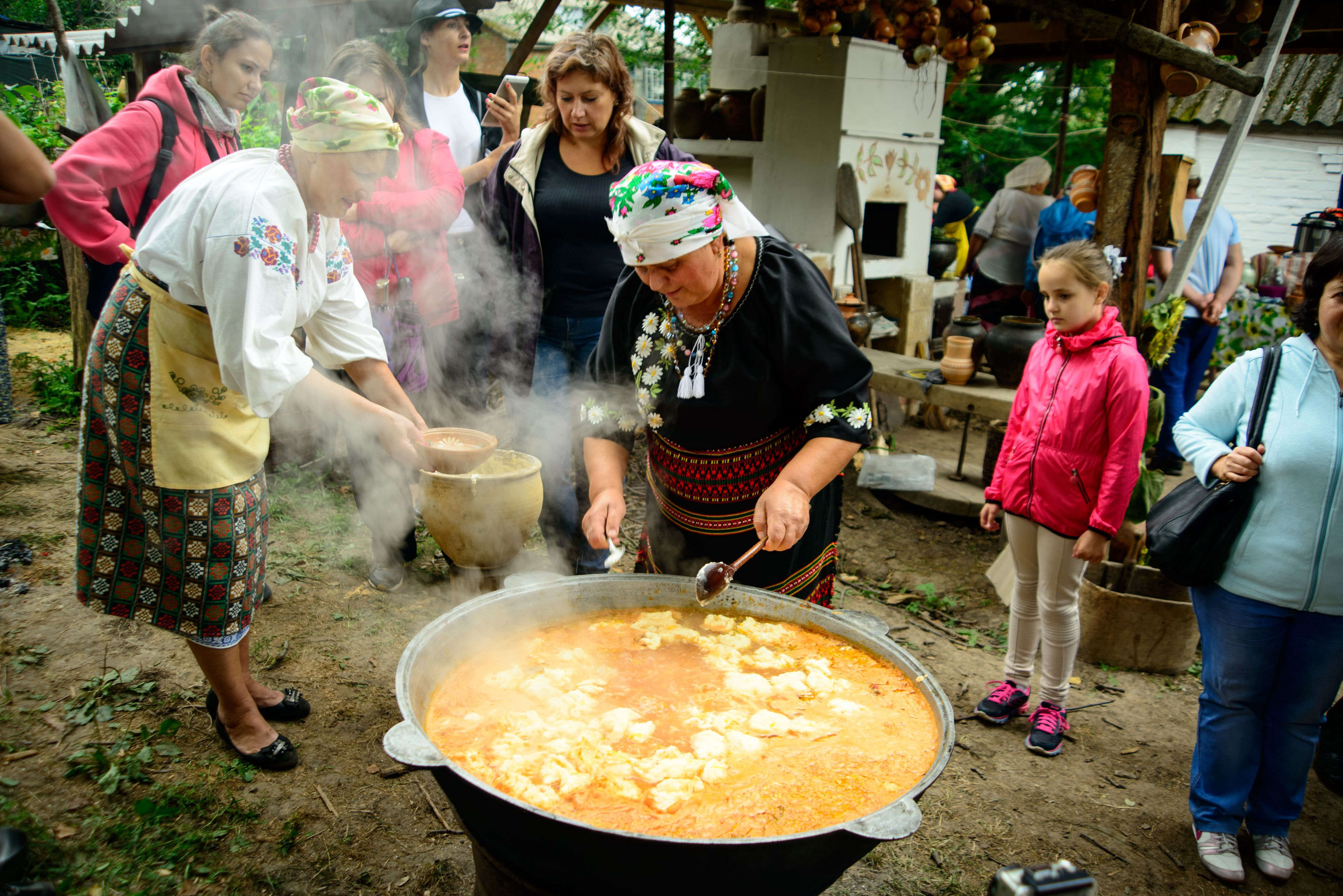

### Галушки з м'ясом та цибулею (рецептЄвгена Клопотенка)[6]
1. Вершкове масло розтопіть до рідкого стану на маленькому вогні. Борошно насипте в миску, зробіть невелике заглиблення і налийте воду. Додайте сіль, яйце і розтоплене масло. Замішайте тісто до однорідного стану. Тісто має вийти м'яким, але не липнути до рук. За необхідності додайте трохи борошна. Загорніть тісто в плівку і відправте в холодильник на 20-30 хвилин.
2. Поки тісто відпочиває, приготуйте піджарку. Відваріть гречку до готовності і злийте воду. На пательні з соняшниковою олією обсмажте до готовності фарш, додайте гречку, подрібнену червону цибулю і сіль. Обсмажте ще одну хвилину і зніміть з вогню.
3. Тісто розкачати в ковбаску на поверхні, посипаною борошном. Розріжте тісто на невеликі однакові шматочки. Відваріть галушки в підсоленій воді протягом 4-5 хвилин після закипання. Дістаньте шумівкою, розкладіть по тарілках і додайте м'ясну піджарку.